# Farsund
Farsund é uma comuna da Noruega, com 268 km² de área e 9 497 habitantes (censo de 2004).         